# 2010年所羅門群島地震
2010年所羅門群島地震發生於协调世界时1月3日晚上10時36分28秒，矩震級為7.1級。該群島的部分地區受大約10英尺（3.0）高的海啸影響，錄得的最大溯上高度為23.0英尺（7.0）。這次地震是自前幾天發生在所羅門群島的一系列地震中最強烈的一次。在本次主震發生前大約48分鐘曾發生一次6.6級前震。倫多瓦島約200棟房屋被地震和海嘯摧毀，導致多達1,000人無家可歸。

## 地震
震央位於吉佐東南約95公里、聖伊莎貝爾島達達利（Dadali）西南偏西約200公里，或霍尼亚拉西北偏西約295公里。這次地震位於吉佐附近的海床，該鎮在2007年所羅門群島地震中遭受嚴重破壞。

### 特徵
對海溝變形、海嘯溯上高度和海洋波高資料的分析表明，這次地震屬於慢地震，亦是一次出現破裂的「海嘯地震」。2007年的地震發生在本次地震事發地點的20公里範圍內。與普通隱沒帶地震相比，這次地震所釋放的能量較少。

## 影響

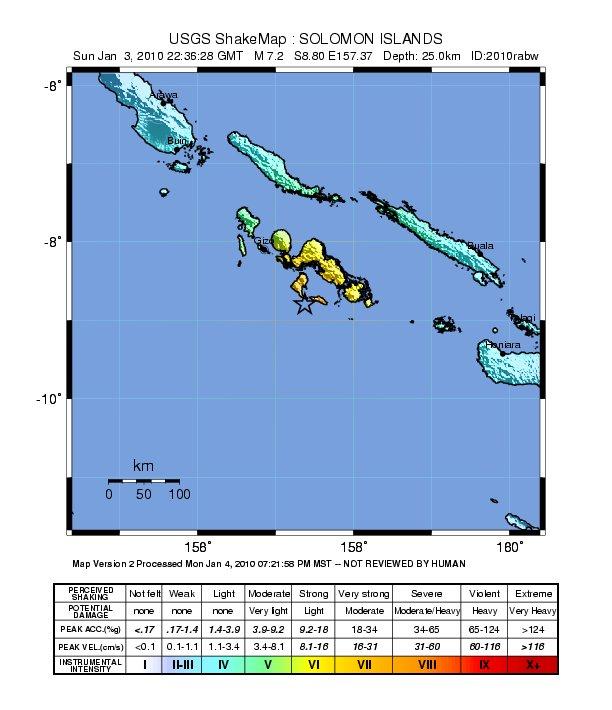
美國地質調查局有關本次地震的烈度分佈圖

倫多瓦島和泰特帕雷島發生山泥傾瀉和海嘯。前者被高達10英尺（3.0）的海嘯襲擊，多達200棟房屋被毀，導致該島三分之一的人口無家可歸。該島錄得的最大溯上高度為7米（23英尺）。
倫多瓦島總人口僅有3,600人，但約有1,000名居民失去住所。人口約20人的雷塔沃（Retavo）受到10英尺（3.0）高的海嘯襲擊。在另一個村莊巴尼亞塔（Baniata），據報有16棟房屋被地震和海嘯摧毀，另有32棟房屋受損。由於居民及時疏散，這次地震並無造成任何人員死亡，僅有兩人受輕傷。

## 延伸閱讀
- Newman, A. V.; Feng, L.; Fritz, H. M.; Lifton, Z. M.; Kalligeris, N.; Wei, Y.,  (PDF), Geophysical Journal International, 2011, 186 (2): 775–781  [2024-03-12], Bibcode:2011GeoJI.186..775N, doi:10.1111/j.1365-246X.2011.05057.x , （原始内容存档 (PDF)于2022-07-05）

## 外部連結
- Quake Triggers Tsunami in Solomon Islands （页面存档备份，存于） – Associated Press
- The International Seismological Centre has a bibliography and/or authoritative data for this event.